# Scaevola pilosa
Scaevola pilosa är en tvåhjärtbladig växtart som beskrevs av George Bentham. Scaevola pilosa ingår i släktet Scaevola och familjen Goodeniaceae. Inga underarter finns listade i Catalogue of Life.